# Cimone (comune)
Cimone (Zimón in dialetto trentino) è un comune italiano sparso di 736 abitanti della provincia autonoma di Trento in Trentino-Alto Adige. Si trova sulla sponda destra del fiume Adige ed è un comune sparso composto da quattordici frazioni di cui la principale, nonché sede comunale, è Covelo.

## Geografia fisica

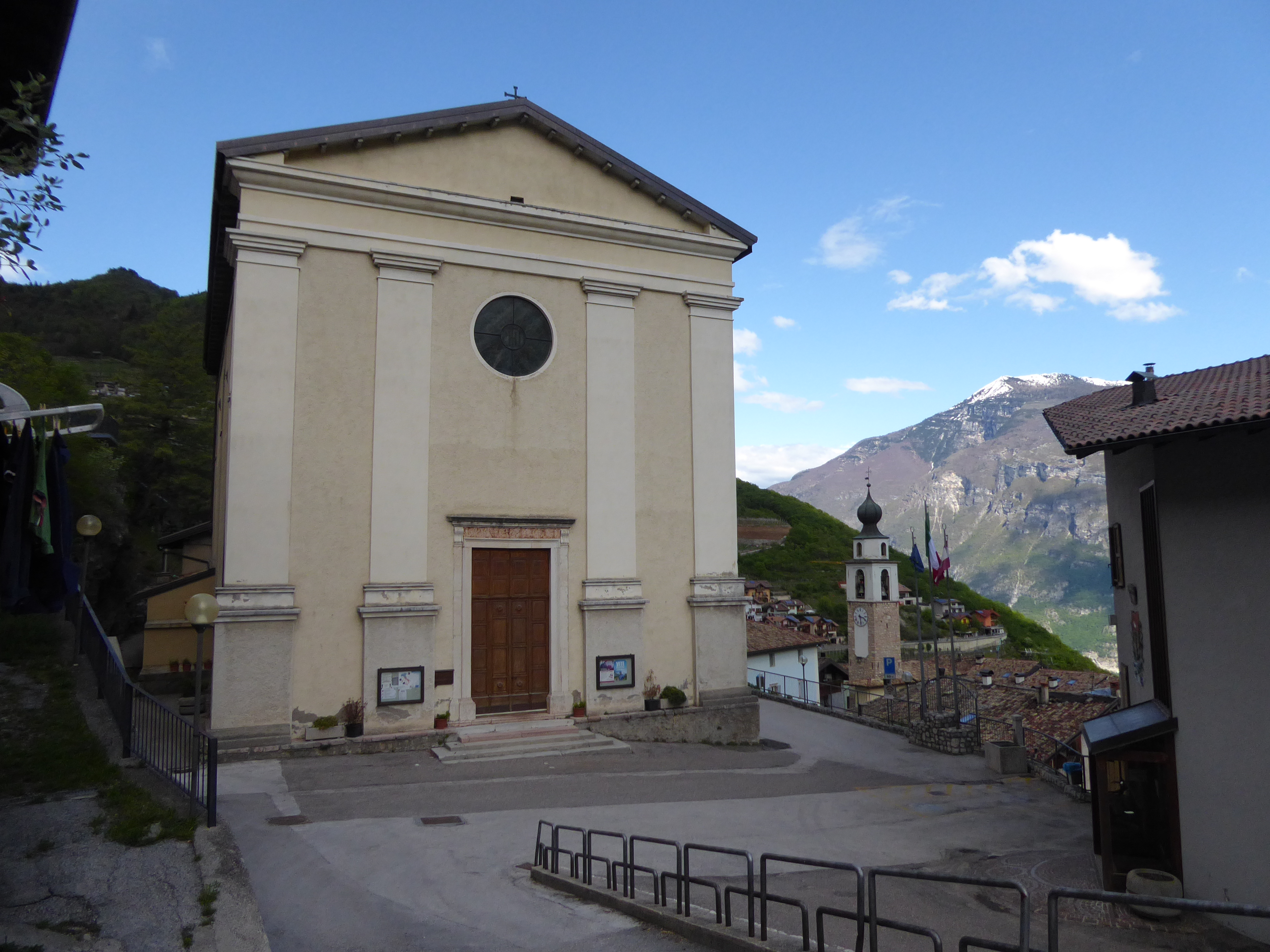
Scorcio con la chiesa di San Rocco e, sullo sfondo, il vecchio campanile

## Storia
Il nome originario del paese era Cimono, parola che forse sta ad indicare cima o sommità dei monti.
Si hanno notizie della comunità di Cimone fin dal 1180 quando Aldrighetto di Castelbarco inviò sul monte Bondone un boscaiolo di nome Menego (Domenico) con il preciso compito di abbattere alberi e procedere alla costruzione di un maso in quelle località.
Dal 1456 al 1842 Cimone fece parte del Feudo lodronico di Castellano e Castelnuovo.

### Simboli
Stemma
(Art. 6, c. 2 dello Statuto comunale)
Gonfalone
verde.»
(Art. 6, c. 3 dello Statuto comunale)

## Monumenti e luoghi d'interesse

### Architetture religiose
- Chiesa di San Rocco, chiesa parrocchiale che risale al XIX secolo.

## Società

### Evoluzione demografica
Abitanti censiti

### Tradizioni e folclore

#### La "barcarola"
L'evento più caratteristico organizzato dalla comunità di Cimone è sicuramente la "Barcarola". A partire dal 1900, la manifestazione viene celebrata regolarmente ogni 25 anni e consiste nella costruzione di una barca che viene trainata da due coppie di buoi e fatta sfilare attraverso le frazioni del comune. La barcarola è guidata da un capitano e trasporta marinai, schiavi e guardie vestiti in abiti ottocenteschi. La Barcarola viene organizzata per commemorare i cimoneri che ad inizio Novecento furono costretti ad emigrare in America in cerca di un lavoro a causa della miseria.
Nelle edizioni più recenti il trattore ha sostituito completamente i buoi.

#### Il Comun Comunale
Cimone è uno dei sette comuni lagarini che facevano parte dell'antica istituzione amministrativa del Comun Comunale Lagarino. Attualmente il Comun Comunale rimane vivo nella memoria degli abitanti dei diversi comuni attraverso la manifestazione denominata "Comun Comunale - I Giochi e la regola". Questa festa si svolge tutti gli anni tra l'ultima settimana di maggio e la prima settimana di giugno e si svolge ogni anno nell'uno o nell'altro dei sette comuni partecipanti che sono: Aldeno, Cimone, Isera, Nogaredo, Nomi, Pomarolo, Villa Lagarina. La manifestazione rievoca le antiche vicende del periodo medievale ed è incentrata su suggestivi giochi attorno ai quali ruotano spettacoli, musiche e danze.

## Economia

### Artigianato
Nel settore dell'artigianato è ancora diffusa e rinomata l'antica lavorazione del legno finalizzata alla realizzazione di mobili e arredamenti.